# دنده کباب
دنده کباب نوعی کباب است که از گوشت دندهٔ گوسفند تهیه می‌شود. دنده کباب در استان کرمانشاه رواج دارد همچنین در استان لرستان و ایلام) مناطق لر و لک و کرد نشین از محبوبیت برخوردار است.
در بهمن ۱۳۹۷ دنده کباب به عنوان میراث ناملموس فرهنگی استان کرمانشاه در فهرست آثار ملی ایران به ثبت رسید.

## طرز تهیه دنده کباب کرمانشاهی
اندازهٔ دنده کباب دو تا سه برابر کباب‌های کوبیدهٔ معمولی است. ابتدا یک تکهٔ بزرگ به وزن تقریبی یک کیلوگرم از دندهٔ گوسفندی به صورت پهن و دراز بریده می‌شود. سپس سه یا چهار سیخ پهن به صورت عمودی داخل گوشت فرو می‌شود تا هم وزن گوشت را تحمل کند و هم شکل دنده تغییر نکند. سپس بااستفاده از پشت کارد ضرباتی پیاپی به گوشت وارد می‌آید. سپس گوشت به مدت چند ساعت در یخچال گذاشته می‌شود تا برای کباب شدن آماده شود. از گوشت چرخ شدهٔ راسته بر روی دنده کباب قرار داده می‌شود.
چاشنی دنده‌کباب سس غلیظی است که از روغن کرمانشاهی، رب گوجه فرنگی، نمک، آبلیمو، کمی فلفل، و زعفران تهیه می‌شود. در هنگام کباب کردن، دنده را در حرارت متوسط زغال روی آتش گذاشته و همزمان به صورت پیوسته با فرچه از این سس غلیظ به طرفین دنده شده می‌شود. در هنگام پایین آوردن کباب نیز گوشت به سس آغشته شده و سریعاً در نان قرار داده می‌شود. برای تزئین دنده کباب از پیاز، لیموترش یا نارنج استفاده می‌شود.